# Verdilhão-de-peito-amarelo

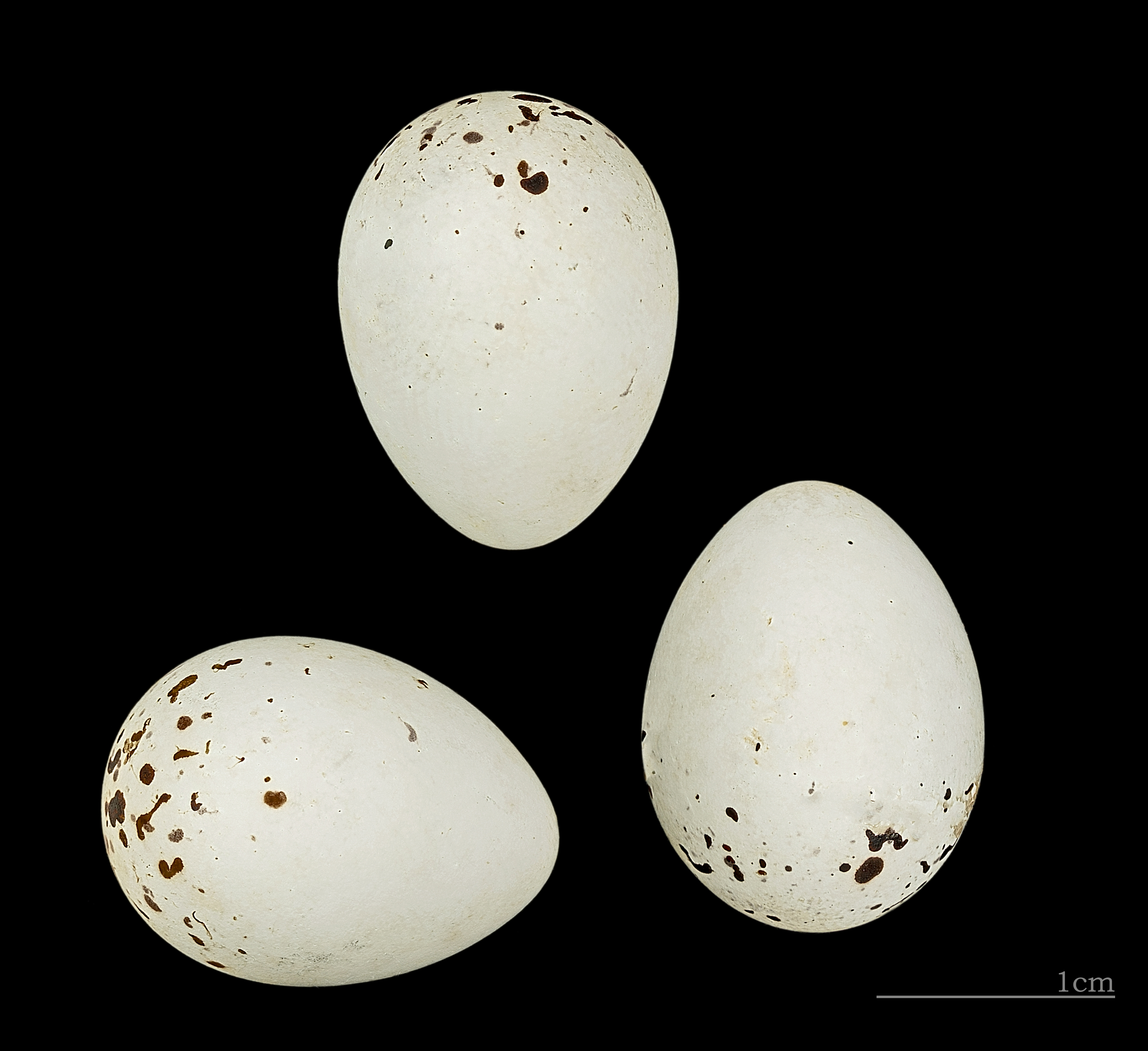
Ovos de Verdilhão dos Hilmalaias

O verdilhão-de-peito-amarelo ou Verdilhão dos Himalaias (Carduelis spinoides ou Chloris spinoides) é um Passeriforme da família Fringillidae.

## Descrição
O verdilhão dos Himalaias tem um comprimento de 13 cm, sendo um pouco menor que o verdilhão (Chloris chloris).
O macho tem o alto da cabeça preto, grandes manchas pretas rodeando os ouvidos, barra amarela que começa junto ao bico, circunda os olhos e ouvidos e junta-se ao amarelo do pescoço e peito; abdómen amarelo acastanhado, dorso preto, asas pretas com barra amarela, cauda preta. As fêmeas são parecidas com os machos, mas as cores são mais baças. As zonas que nos machos são pretas tendem a ser preto-acastanhadas ou castanhas nas fêmeas.
As vocalizações são semelhantes às do verdilhão e do verdilhão-oriental (Chloris sinica).
A época de reprodução inicia-se em Julho e pode ir até Setembro. O ninho, em forma de taça, sempre muito bem dissimulado, a uma altura entre 4 a 9 m, em árvores que podem ser pinheiros do Himalaia (pinus wallichiana) ou cedros do Himalaia (Cedrus deodara), é construído pela fêmea,  com palhas, raízes finas, pêlos, penas (Roberts,1992). Põe entre 3 a 5 ovos branco-azulados ou branco-esverdeados com pintas pretas, castanhas ou vermelho-escuras, que são incubados durante 13-14 dias. O macho não ajuda na construção do ninho, mas mantém-se por perto e alimenta a fêmea enquanto ela incuba os ovos. Depois de eclodirem, as crias são alimentadas por ambos os progenitores. A partir dos 14 dias as crias estão prontas a voar mas ficam dependentes dos pais mais uma semana, pelo menos.
Introduzido na Europa nos finais do século XIX como pássaro de gaiola, ainda hoje é criado em cativeiro.

## Distribuição
O território do verdilhão de peito amarelo são os Himalaias, podendo ser encontrado no Afeganistão, Butão, China, Índia, Myanmar, Nepal, Paquistão, Tailândia e Vietname.

## Alimentação
Com um regime alimentar semelhante ao do pintassilgo (Roberts,1992), essencialmente granívoro, o verdilhão-de-peito-amarelo alimenta-se de sementes de girassol, de dente-de-leão, de coreópsis, de cardo, de cardo-morto (Senecio chrysanthemoides). Tem sido observado a comer agarrado aos caules das plantas herbáceas e nos capítulos das asteráceas.
Consome também sementes de criptoméria (cryptomeria japonica) e de amaranto (Amarantus), rebentos de polygonum (Polygonum amplexicaule), e flores de trigo sarraceno ( Fagopyrum esculentum), conforme observado em  diversas fotos (Ottaviani, 2011).

## Taxonomia
Recentes estudos filogenéticos indicam que o verdilhão dos Himalaias é parente próximo do verdilhão (C. chloris) e do verdilhão-oriental (C. sinica).
Conhecem-se duas subespécies:
- C. spinoides spinoides (Vigors, 1831) – Norte do Paquistão, do leste dos Himalaias até ao Butão e nordeste da Índia (oeste de Arunachal Pradesh) e sudeste da China (sul da Região Autónoma do Tibete).
- C. spinoides heinrichi (Stresemann, 1940) – nordeste da Índia (sul de Assam, Nagaland e Manipur) e oeste de Myanmar (Montes Chin, monte Victoria).

## Filogenia
Obtida por Antonio Arnaiz-Villena et al.